# Kernemulsionsplatte
Eine Kernemulsionsplatte ist eine Photoplatte mit besonders dicker empfindlicher Schicht und sehr gleichmäßiger Korngröße, die zum Nachweis und zur Untersuchung schneller geladener Teilchen, zum Beispiel Mesonen, dient. Nach der Bestrahlung und nach der Entwicklung der Platte können die Spuren (geschwärzt durch Silber) der Teilchen im Mikroskop ausgemessen werden.
Marietta Blau und Hertha Wambacher entdeckten 1937 mit Hilfe solcher Platten, die auf 2300 m Seehöhe der kosmischen Strahlung ausgesetzt worden waren, Kernzertrümmerungssterne (grafisch in der Schicht), die durch Spallation entstanden waren.
Mit Hilfe von Kernemulsionsplatten, die er auf hohen Bergen exponierte, entdeckte Cecil Frank Powell gemeinsam mit seinen Mitarbeitern 1947 das Pion.